# Акванал
Акванал — водонаполненное горячельющееся промышленное взрывчатое вещество, обычно содержащее загущённый концентрированный раствор аммиачной селитры, чешуированный тротил и порошкообразный алюминий. Может содержать калиевую или натриевую селитру, мочевину.

## Состав и обозначения
| Компонент                         | Акванал № 1 | Акванал М-15 |
| --------------------------------- | ----------- | ------------ |
| Селитра аммиачная гранулированная | 57          | 58,5         |
| Селитра кальциевая                | 10          | -            |
| Тротил чешуированный              | 20          | 25           |
| Порошок алюминиевый               | 5           | 15           |
| Натрий-КМЦ                        | 1           | 1,5          |
| Бура                              | -           | 0,02—0,04    |
| Экстракт сульфитной целлюлозы     | 1           | -            |

В 1990-е были разработаны новые составы акваналов, например, акванал ПХМ-5 (патронированный)

## Взрывчатые свойства
Критическое давление возбуждения детонации Акванала АРЗ-8Н при плотности заряда 0,95 — 1,1 кг/дм³ составляет 17,7 кбар .
Акванал ПХМ-5 в патронированном виде имеет скорость детонации 3100 м/с, теплота взрыва 600 ккал/кг (750 ккал/дм³) .